# Кларенбах, Макс
Макс Кларенбах, собственно Максимилиен Кларенбах (нем. Max Clarenbach, Maximilien Clarenbach; 19 мая 1880, Нойс — 9 июля 1952, Виттлаер) — немецкий художник, один из организаторов дюссельдорфского объединения Зондербунд.

## Жизнь и творчество
Родился в бедной семье и к 12 годам стал круглым сиротой; воспитывался затем у дедушки и бабушки с материнской стороны. В 13-летнем возрасте познакомится с известным искусствоведом Андреасом Ахенбахом, который поддержал талантливого юношу и определил его в подготовительный класс Академии художеств Дюссельдорфа. Здесь учится у Артура Кампфа и Ойгена Дюкера. В 1898 совершил учебную поездку в Италию, в 1899 — в Голландию, благодаря чему определился в своём творчестве, став художником-пейзажистом. После первых успешных выставок в 1903 окончил учёбу в дюссельдорфской Академии.
В последующие годы в его работах ощущается влияние как гаагской школы живописи, так и французских барбизонцев. Совместно со своими бывшими соучениками по Академии Вальтером Офеем, Юлиусом Бретцем, Августом Дойссером и другими организовывал художественные выставки, на основе которых в 1909 образовалось дюссельдорфское объединение художников Зондербунд, находившееся под сильным творческим влиянием французских импрессионистов (просуществовало до 1915 года).
Будучи художником-пейзажистом, особенно успешно создавал полотна на зимние мотивы. В центре его творческого внимания находилась природа западной части Германии — нижний Рейн, долина Рура, Вестервальд, Зауэрланд и т. д. С 1923 по 1930 также увлекался рисованием театральных, спортивных и уличных сценок. В 1917—1945 преподавал в дюссельдорфской Академии искусств.

## Галерея
- Избранные работы М. Кларенбаха Архивная копия от 13 января 2011 на Wayback Machine